# Убрать из друзей: Даркнет
«Убра́ть из друзе́й: Даркне́т» (англ. Unfriended: Dark Web) — американский фильм ужасов 2018 года режиссёра и сценариста Стивена Саско, ставший его дебютной работой. Является сиквелом фильма 2015 года «Убрать из друзей».

## Сюжет
У Матиаса — новый ноутбук, и теперь он может гораздо быстрее работать над программой, преобразующей речь в язык жестов, чтобы общаться со своей девушкой Амайей. В групповом звонке в Skype парень весело треплется с друзьями, когда вдруг находит на жёстком диске скрытые видеофайлы с пытками и программу подключения к Даркнету. Ему также пишет прежний владелец ноутбука — сначала обвиняет Матиаса в краже, а вскоре начинает угрожать убийством Амайи.

## В ролях
- Колин Вуделл — Матиас О’Брайен
- Стефани Ногерас — Амайя Десото
- Бетти Гэбриел — Нэри Джемисин
- Ребекка Риттенхаус — Серена Лэндж
- Эндрю Лис — Дэймон Хортон
- Коннор Дель Рио — Элистайр «Эй Джей» Джеффкок
- Савира Виндьяни — Лекс Путри
- Дуглас Тейт — Харон IV
- Брайан Адриан — Джек
- Челси Элден — Келли
- Алекса Мансур — Эрика Данн
- Роб Уэлш — Харон V
- Александр Уорд — Харон